# Paseo de las ballenas

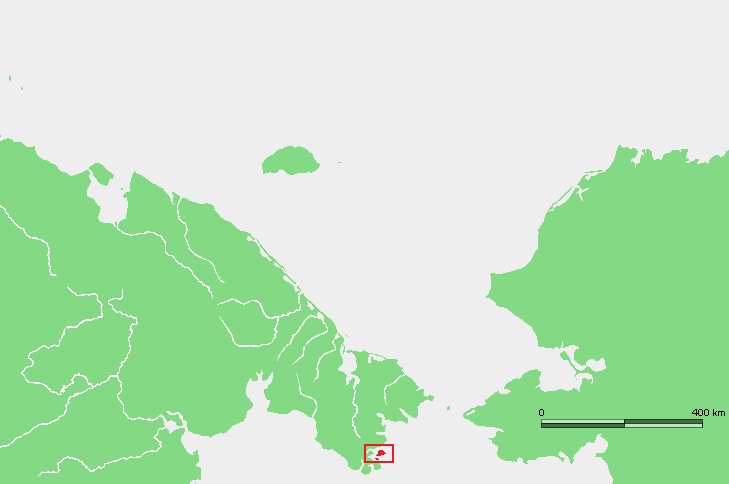
Situación de la isla Yttygran en el estrecho de Bering.

El paseo o callejón de las ballenas (en ruso: Китовая аллея) es un complejo monumental de Rusia situado en el extremo este de Siberia, en la costa norte de la pequeña isla Yttygran (17 km²), al sur de la península de Chukchi en el Distrito Autónomo de Chukotka. Consiste en una gran número de cráneos de ballenas cuidadosamente dispuestos, de huesos de ballenas y de piedras, así como fosos de almacenamiento de alimentos.
El paseo de las ballenas ha sido considerado uno de los semifinalistas de las Siete maravillas de Rusia en la lista elaborada por votación popular en 2008.

## Descripción
Se cree que el paseo de las ballenas sirvió como lugar de culto para las aldeas en la costa este de Chukotka. El sitio se habría utilizado para rituales de iniciación y competiciones deportivas, aunque los yupiks tienen una explicación más simple de que el sitio se usó simplemente para descuartizar a las ballenas y almacenar su carne, una idea respaldada por la etimología del nombre de la isla en yupik: Sikliuk, de Siklyugak,  que significa «almacenar carne» en idioma yupik.
El sitio es monumental si se pone en relación con los antiguos hábitats y asentamientos de la región, como Ouelen, Ekven, Sireniki y Kivak.  Consiste en varias líneas de cráneos de ballenas y mandíbulas, ubicadas a lo largo de la costa, varios pozos grandes detrás de ellos y numerosos pozos de almacenamiento de carne, que rodean un santuario, y en un camino de piedra en alrededor de un tercio de la extensión del sitio, orientado de norte a sur.
El sitio se extiende unos 400 metros y se encuentra en un pasaje que es una ruta de migración importante para las ballenas. Esta es probablemente una razón importante para la elección del sitio, como punto de base para la caza de ballenas, y un lugar de intercambio, prefigurando las ferias que se celebraban allí en el siglo XVII, en el momento de la exploración de la región por los cosacos.
No se conoce el equivalente de un centro religioso monumental en el mundo esquimal, aunque hay otros sitios a lo largo de la costa de Chukotka, donde las disposiciones de los cráneos de ballenas se pueden considerar equivalentes a este paseo de las ballenas.

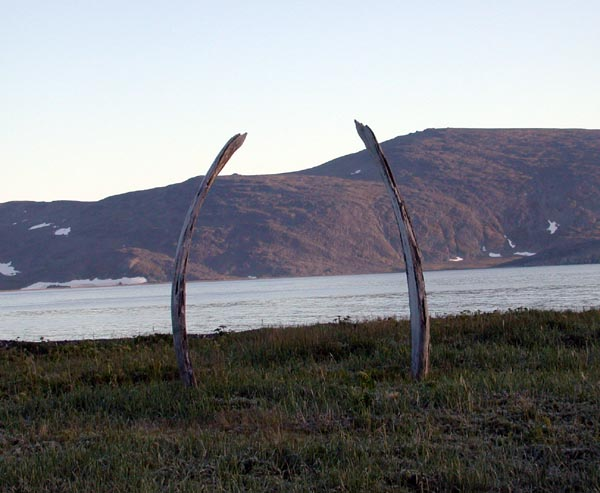
Costillas de ballenas del paseo de las ballenas
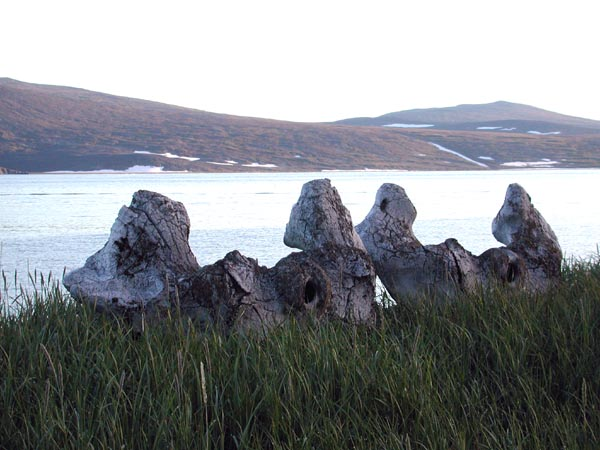
Huesos de ballena
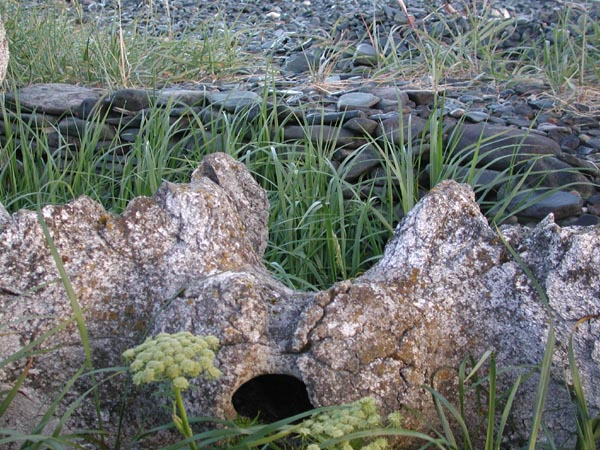
Fosa de almacenamiento de carne